# Parco nazionale delle dune di Liencres
Il parco nazionale delle Dune di Liencres è un'area naturale protetta situata nella regione di Cantabria, in Spagna. È stata dichiarata parco naturale con il decreto 101/1986 del 9 dicembre 1986, essendo il principale elemento naturale che determinò la creazione del parco il sistema di dune situato in prossimità del livello di base del fiume Pas, e incluso nella lista dei parchi naturali protetti della Cantabria.
I limiti del parco sono stati oggetto della descrizione letterale della parte III della legge di Cantabria 4/2006 del 19 maggio, la quale riteneva che i limiti geografici del parco avrebbero potuto essere imprecisati e non rappresentati sulle carte geografiche.
Il 7 dicembre 2004 si incorporò la lista dei luoghi di importanza comunitaria nella fascia biogeografica atlantica, includendo quello delle Dune di Liencres e dell'Estuario del Pas, con un'estensione di 544,21 ettari incluso il totale dell'area del Parco naturale, estesa dall'estuario del fiume alla frangia costiera comprendente anche il Capo di Águila a ovest (municipio di Miengo) e il Canale di Hoz a est, al limite tra i municipi di Santa Cruz de Bezana e di Santander. Tra la lista di parchi naturali fu inclusa anche la zona geologica dell'Instituto Geológico y Minero de España.

## Territorio

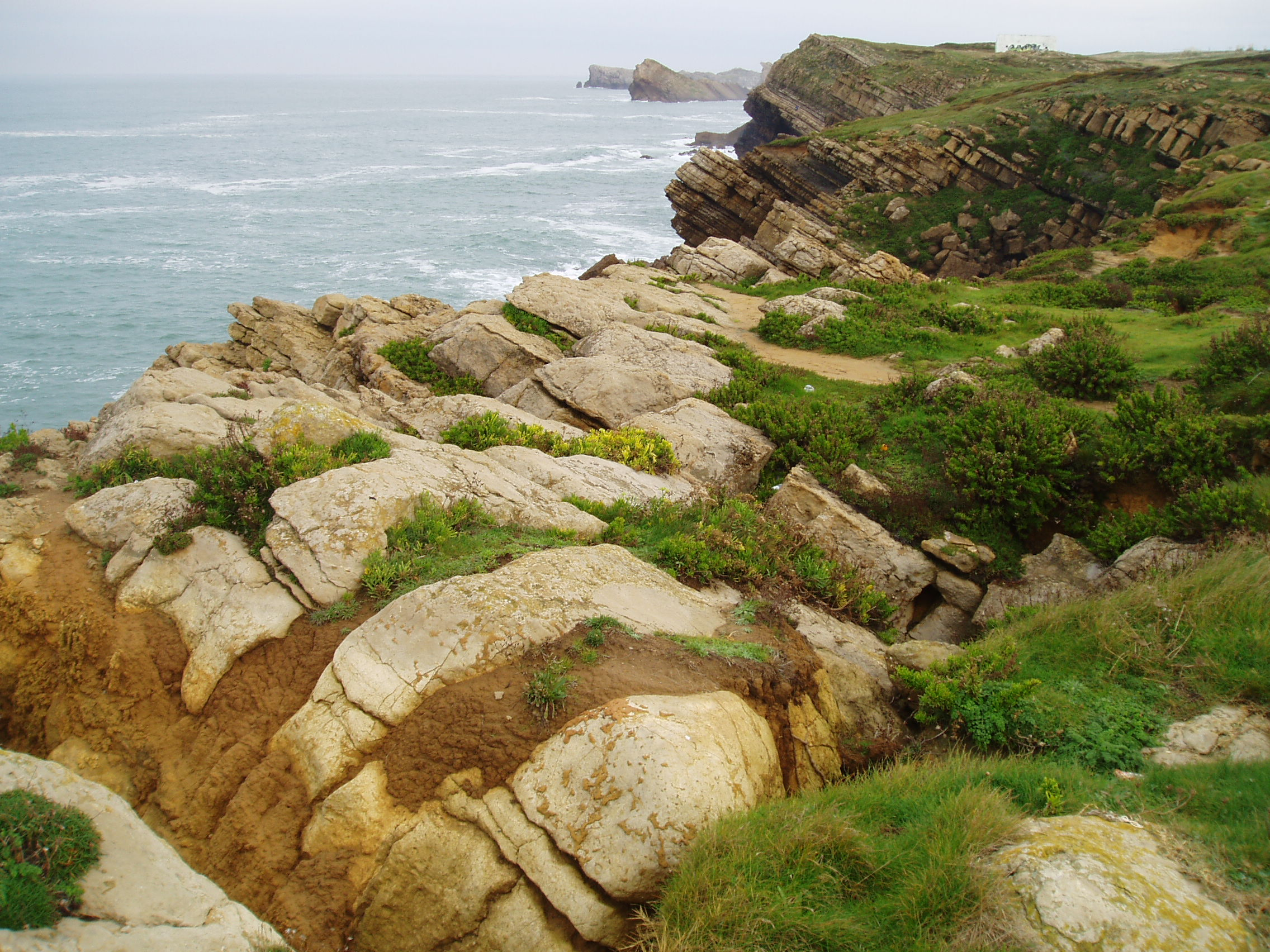
Scogliera nel Parco nazionale.

Il parco è localizzato nel livello di base del fiume Pas nel municipio di Piélagos, nella zona centrale del litorale cantabrico. Misura 195 ettari ed è caratterizzato da cale, baie e spiagge, è per la maggiore ricoperto da boschi di pino marittimo e ospita il sistema di dune. 
Le due spiagge principali sono quella di Valdearenas (chiamata anche localmente Arena Dorada per la massiccia presenza di dune) e la spiaggia di Canallave, che si orienta a nord-est e offre ottime condizioni naturali per praticare il surf, con onde marine molto alte e intense.
Dietro le spiagge si estendono le dune, che sono considerate le più belle e famose della Spagna settentrionale, per l'interesse geomorfologico, presentando particolari caratteristiche geologiche e paesaggistiche.
La massiccia accumulazione di sabbia ha comportato la creazione di dune nel corso dei secoli, formando così il litorale cantabrico, uno dei più belli della Spagna atlantica. Al margine del territorio che ospita le dune si incontra il corso basso del fiume Pas, la cui foce è anch'essa ben osservabile poiché fa parte del parco, ospita al suo interno sali minerali di origine marino e argilla e limo di origine fluviale.
Si può seguire la costa a partire dal capo di Somocuevas, a 500 metri dalla località di Liencres (Piélagos), e il corso del fiume Mogro, affluente del fiume Pas, e tornare al punto di partenza. La vetta più alta del parco è La Picota (239 metri sul mare).

## Flora e fauna
La fauna e la flora, giunte grazie alla creazione di dune, che hanno permesso di creare il loro habitat naturale, ha permesso di fare di questo parco un importante punto di osservazione che facilita la comprensione del tipo di ecosistema che abita questa zona. Il susseguirsi di spiagge dà l'impressione di un pesante accumulo di sabbia sulla riva al mare. Tuttavia, la parte del parco più ricca di dune e quindi di razze di animali e vegetali è quella situata nell'entroterra, soprattutto ospitante i pini marittimi, molto diffusi su tutte le coste della Spagna.